# NGC 3477
NGC 3477 is een spiraalvormig sterrenstelsel in het sterrenbeeld Leeuw. Het hemelobject werd op 25 maart 1865 ontdekt door de Duitse astronoom Albert Marth.

## Synoniemen
- ZWG 66.74
- PGC 32997